# 新大井駅
新大井駅（しんおおいえき）は、かつて岐阜県恵那郡大井町島田（現・恵那市大井町）にあった北恵那鉄道（現・北恵那交通）大井線の駅（廃駅）である。

## 歴史
当駅の前身は、大井ダム建設に伴う資材運搬用に敷設された大同電力（現・関西電力）専用鉄道であり、大井ダム完成後に北恵那鉄道が大同電力より譲り受けた路線にて旅客運輸営業を行うにあたり始発駅および起点駅として設置された。なお、大同電力専用鉄道時代の起点駅は国鉄中央本線・明知線の大井駅（現・恵那駅）であった。

### 年表
- 1922年（大正11年）3月 大同電力専用鉄道として開通。
- 1928年（昭和3年）
  - 北恵那鉄道へ譲渡され、同社の所有となる[2]。
  - 12月3日 当駅 - 奥戸（後・大井ダム）間旅客営業開始に伴い、大井線の始発駅および起点駅として開業[3]。
- 1932年（昭和7年）9月 当駅 - 大井ダム間旅客営業休止に伴い休止。
- 1934年（昭和9年）9月15日 当駅 - 大井ダム間旅客営業廃止に伴い廃止[4]。再び大同電力へ移管され専用鉄道となる。
- 1940年（昭和15年） 大同電力専用鉄道廃止。

## 駅構造
当時の駅構造は不明。中央本線とともに築堤上に設置されていた。

## 駅周辺
阿木川左岸沿いに位置しており、大井駅（現・恵那駅）は阿木川の対岸にあった。
- 東海神栄電子工業電子回路センター
- 中山理研メタル事業部
- 中央自動車道

## 駅跡
二軒屋信号場 - 恵那駅間の中央本線（中央西線）複線化工事（1968年（昭和43年）8月3日完成）に伴い、当駅跡地は下り線の路盤に変わっている。

## 隣の駅
北恵那鉄道
大井線
新大井駅 - 金竜温泉駅